# William Haines
William Haines, född 2 januari 1900, död 16 december 1973, amerikansk skådespelare som var framgångsrik under stumfilmseran.
Han har en stjärna på Hollywood Walk of Fame. Han var öppet homosexuell och levde med Jimmy Shields från 1926 till sin död. Shields begick självmord kort därefter. Filmmogulen Louis B. Mayer ville att stjärnan skulle avsluta förhållandet vilket ledde till att Haines sade upp kontraktet. Han började istället att arbeta som inredningsdesigner tillsammans med sin partner.
William J Mann skrev 1998 biografin Wisecracker: The Life and Times of William Haines, Hollywood's First Openly Gay Star.

## Filmografi
- 1924 – Vår tids moral
- 1924 – The Midnight Express
- 1925 – Polisens dotter
- 1926 – Brown of Harvard
- 1926 – Det brinner i öster
- 1927 – Spring Fever
- 1928 – Han ligger aldrig i lä
- 1929 – Hollywood-revyn 1930
- 1929 – Navy Blues
- 1930 – Buttra Busters balett
- 1930 – Fräck filur i fara
- 1930 – Flickan sa nej
- 1931 – The Stolen Jools
- 1931 – Tangokavaljeren
- 1934 – Young and Beautiful
- 1934 – The Marines Are Coming